# Alexandr Ustínov
Alexandr Viktorovich Ustínov –en ruso, Александр Викторович Устинов– (Kazán, URSS, 26 de enero de 1968) es un deportista ruso que compitió en remo. Ganó dos medallas de plata en el Campeonato Mundial de Remo, en los años 1993 y 1994.

## Palmarés internacional
| Campeonato Mundial | Campeonato Mundial            | Campeonato Mundial | Campeonato Mundial     |
| Año                | Lugar                         | Medalla            | Prueba                 |
| ------------------ | ----------------------------- | ------------------ | ---------------------- |
| 1993               | Račice (República Checa)      | Medalla de plata   | Dos sin timonel ligero |
| 1994               | Indianápolis (Estados Unidos) | Medalla de plata   | Dos sin timonel ligero |